# 잉거 스티븐스
잉거 스티븐스(스웨덴어: Inger Stevens, 본명은 잉그리드 스탠슬랜드(스웨덴어: Ingrid Stensland), 1934년 10월 18일 ~ 1970년 4월 30일)는 스웨덴과 미국의 배우이다.

## 텔레비전
- 보난자 (드라마)

## 브로드웨이
- Debut (1956)
- Roman Candle (1960)
- Mary, Mary (1962)[1]